# Stay Solid Rocky
Stay Solid Rocky (* in San Antonio, Texas; eigentlicher Name Darak Figueroa), meist StaySolidRocky oder auch StaySolid Rocky geschrieben, ist ein US-amerikanischer Rapper aus Richmond. Mit seinem Hitsong Party Girl wurde er 2020 international bekannt.

## Biografie
Darak Figueroa ist in San Antonio geboren und aufgewachsen. Als Teenager kam er über San Angelo und South Carolina nach Richmond, wo er die High School besuchte. Geprägt durch den Musikgeschmack seiner Mutter begeisterte er sich früh für Rap, während seiner Schulzeit begann er eigene Stücke zu schreiben und sie über Internetkanäle zu veröffentlichen. Anfangs nahm er noch seinen Vornamen Darak bzw. die abgeleitete Form „duh.rock“, später machte er aus seinem Spitznamen Rocky den Rappernamen Stay Solid Rocky.
Nach einigen Veröffentlichungen bekam er auf einen kurzen Rapclip so viel positive Resonanz, dass er eine volle Version unter dem Titel Party Girl für SoundCloud aufnahm und ein Video für YouTube erstellte. Er kam in Kontakt mit Solomon Sobande, zuvor unter anderem Manager von XXXTentacion, und bekam über ihn einen Vertrag beim Major-Label Columbia. Im Frühjahr 2020 veröffentlichte er bei Columbia erst zwei andere Songs, bevor Ende April Party Girl erschien. Auch dank eines Post bei der Plattform TikTok erreichte das Video große Popularität. Das Lied stieg in die US-Singlecharts ein und erreichte vierfachen Platin-Status. Wenig später wurde es auch international ein Hit und kam in vielen europäischen Ländern in die Charts.

## Diskografie
Alben
- Fallin’ (2020)
- Why So Larceny (2022)

Singles
- Soft Aggression (2020)
- Toxic (2020)
- Party Girl (2020)
- Vacant Heart (feat. Big4Keezy, 2020)
- Block (feat. Trippie Redd, 2020)
- Demons (2020)
- Out Da Oven (2020)
- Junkie (2021)
- Lucky (2021)
- Sloppie Joe (2022)
- Phones (2022)
- Rerun (2023)
- One More Time (feat. Jan Metternich, 2023)

## Auszeichnungen für Musikverkäufe
| Goldene Schallplatte - Belgien - 2020: für die Single Party Girl - Dänemark - 2020: für die Single Party Girl - Frankreich - 2021: für die Single Party Girl - Italien - 2021: für die Single Party Girl - Mexiko - 2023: für die Single Party Girl - Neuseeland - 2020: für die Single Party Girl - Polen - 2023: für die Single Party Girl | Platin-Schallplatte - Australien - 2020: für die Single Party Girl - Portugal - 2020: für die Single Party Girl 2× Platin-Schallplatte - Kanada - 2020: für die Single Party Girl |

Anmerkung: Auszeichnungen in Ländern aus den Charttabellen bzw. Chartboxen sind in ebendiesen zu finden.
| Land/RegionAuszeichnungen für Musikverkäufe (Land/Region, Auszeichnungen, Verkäufe, Quellen) | Gold     | Platin     | Verkäufe  | Quellen                   |
| -------------------------------------------------------------------------------------------- | -------- | ---------- | --------- | ------------------------- |
| Australien (ARIA)                                                                            | —        | Platin1    | 70.000    | aria.com.au               |
| Belgien (BRMA)                                                                               | Gold1    | —          | 20.000    | ultratop.be               |
| Dänemark (IFPI)                                                                              | Gold1    | —          | 45.000    | ifpi.dk                   |
| Deutschland (BVMI)                                                                           | Gold1    | —          | 200.000   | musikindustrie.de         |
| Frankreich (SNEP)                                                                            | Gold1    | —          | 100.000   | snepmusique.com           |
| Italien (FIMI)                                                                               | Gold1    | —          | 35.000    | fimi.it                   |
| Kanada (MC)                                                                                  | —        | 2× Platin2 | 160.000   | musiccanada.com           |
| Mexiko (AMPROFON)                                                                            | Gold1    | —          | 30.000    | amprofon.com.mx           |
| Neuseeland (RMNZ)                                                                            | Gold1    | —          | 15.000    | aotearoamusiccharts.co.nz |
| Polen (ZPAV)                                                                                 | Gold1    | —          | 25.000    | olis.pl                   |
| Portugal (AFP)                                                                               | —        | Platin1    | 10.000    | Einzelnachweise           |
| Schweiz (IFPI)                                                                               | Gold1    | —          | 10.000    | hitparade.ch              |
| Vereinigte Staaten (RIAA)                                                                    | —        | 4× Platin4 | 4.000.000 | riaa.com                  |
| Vereinigtes Königreich (BPI)                                                                 | —        | Platin1    | 600.000   | bpi.co.uk                 |
| Insgesamt                                                                                    | 9× Gold9 | 9× Platin9 |           |                           |